# 杜者蘅
杜者蘅（1909年11月27日—1975年11月8日），男，辽宁开原人，中华人民共和国政治人物，曾任辽宁省人民政府主席，辽宁省人民委员会省长。

## 生平
杜者蘅是遼寧省开原县金沟子镇三道沟村人。早年在辽宁省立第一工科学校、奉天迪化英文补习学校、东北大学附属高级中学读书。1930年7月考入东北大学化学系。1931年九一八事变停学。1933年夏在北平东北大学经济系恢复学习，1936年6月毕业，1936年9月赴西安參加東北抗日救亡總會任情报组长，1936年10月任東北軍总部办公厅二科职员，參加了西安事變。
抗战爆发后，1937年10月参加八路军东北抗日游击第一纵队。1937年11月加入中國共產黨，任八路军东北抗日游击第一纵队一大队三中队队长兼政治指导员。邢西浆水抗日临时政府锄奸部部长、邢台抗日游击队政治指导员。1938年3月任八路军第一二九师三八五旅独立团连指导员。1938年秋任八路军第一二九师三八五旅独立团营副教导员。1938年冬任八路军一二九师三八五旅教导队指导员兼主任政治教员。1939年任八路军一二九师三八五旅旅直教导员、三八五旅政治部干部教育科科长。1940年1月任冀西专署专员。1941年8月任太行一专署专员、地委常委。1941年9月任晋冀鲁豫边区政府粮食总局局长。1943年2月任晋冀鲁豫边区政府第二专区行政督察专员。1943年9月至1944年9月在中共中央北方局党校整风学习。1945年3月任太行第四专署专员。1945年6月任太行第一专署专员。
第二次国共内战时期，1945年11月任辽北省西安地委(辽北三地委）副书记兼专署专员。1946年2月任辽北二地委副书记。1946年4月代理辽北二地委书记，辽北省政府秘书长。1946年4月代理辽北省政府主席。1946年5月任中共辽宁省分委委员、辽宁省政府秘书长。1948年7月任中共辽宁省委常委、辽宁省政府副主席。1949年4月任中共辽东省委委员、辽东省政府副主席。1949年7月任东北人民政府农林部部长。
中华人民共和国成立后，1949年12月任东北人民政府委员。1950年10月任中国人民志愿军前方后勤指挥部负责人。1951年6月任中国人民志愿军后勤司令部副政委。1951年11月任东北人民政府农业部部长。1952年9月任东北人民政府财经委员会副主任兼农业局局长。1953年1月任东北行政委员会委员。1954年5月任东北人民政府农村工作部第1副部长、代部长。1954年8月任中共辽宁省委副书记、辽宁省人民政府主席。1954年当选第一届全国人民代表大会代表。1955年1月任中共辽宁省委副书记、辽宁省人民委员会省长。1955年9月任中共辽宁省委书记处书记、辽宁省省长。
1958年6至10月，中共辽宁省委召开扩大会议，“粉碎以王铮为首的反党宗派活动”，辽宁省委书记王铮，省委书记兼省长杜者蘅，省委书记兼副省长李涛，省委委员、旅大市委书记兼市长宋黎，省委常委、省工会主席张烈，省委常委、秘书长吴铎等人被打成反党宗派或右派份子。1958年12月任沈阳拖拉机厂副厂长。
1975年在北京去世。

## 身后
1979年3月平反昭雪，恢复名誉。